# Fernsehturm Heidelberg
Der Fernsehturm Heidelberg ist ein Sendeturm des Südwestrundfunks (SWR) für Hörfunk und Fernsehen auf dem Königstuhl.
Von der Anlage werden vier UKW-Hörfunkprogramme des SWR, zwei landesweite DAB-Ensembles der Digital Radio Südwest auf Kanal 11 B mit 10 kW, der bundesweite DAB-Multiplex auf Kanal 5 C mit 10 kW, sowie das DVB-T-Angebot von ARD/SWR und ZDF abgestrahlt.
Wegen der exponierten Lage des Standorts ist der Turm selbst nur 82 m hoch (ca. 570 m über Seehöhe, 430 m über der Rheinebene). Die Sender versorgen fast den gesamten nordbadischen Raum, die Vorderpfalz und Südhessen (Region Rhein-Neckar).
In 30 m Höhe besitzt der 1958 errichtete Turm eine unverglaste Aussichtsplattform, die mit Hilfe eines Aufzugs erreicht werden kann. Der Turm wird momentan saniert, und die Plattform ist seit 2002 für den Publikumsverkehr geschlossen. Der SWR, der den Turm von der Stadt Heidelberg gekauft hat, sieht derzeit keine Wiedereröffnung der Aussichtsplattform vor.
Daneben wurde der Turm bis 2002 auch noch als Wasserturm genutzt. Der Wasserbehälter befindet sich in der Turmkanzel.
Auf dem Königstuhl befinden sich außerdem noch in unmittelbarer Nähe des Fernsehturms ein etwas höherer Fernmeldeturm der Deutschen Telekom sowie ein ehemaliger Fernmeldeturm der US-Armee, der Ende der 1950er Jahre erbaut wurde und Mitte 2007 an das Land Baden-Württemberg zurückgegeben wurde.
Nach dem Zweiten Weltkrieg wurde ca. 1948 erstmals der TV-Sendebetrieb des Fernsehens für die Rhein-Neckar-Region durch mehrere Stahl-Fachwerk-Konstruktionen ermöglicht. Diese wurden 1958 durch den heutigen Stahlbetonturm ersetzt.

## Frequenzen und Programme

### Analoges Radio (UKW)
| Frequenz (MHz) | Programm               | RDS PS   | RDS PI | Regionalisierung  | ERP (kW) | Richtcharakteristik rund (ND)/gerichtet (D) | Polarisation horizontal (H)/vertikal (V) |
| -------------- | ---------------------- | -------- | ------ | ----------------- | -------- | ------------------------------------------- | ---------------------------------------- |
| 97,8           | SWR1 Baden-Württemberg | SWR1_BW_ | D301   | –                 | 100      | ND                                          | H                                        |
| 88,8           | SWR Kultur             | SWR_Kult | D3A2   | Baden-Württemberg | 100      | ND                                          | H                                        |
| 99,9           | SWR3                   | __SWR3__ | D3A3   | Baden/Kurpfalz    | 100      | ND                                          | H                                        |
| 104,1          | SWR4 Baden-Württemberg | SWR4_MA_ | DC04   | Kurpfalz-Radio    | 50       | ND                                          | H                                        |

### Digitales Radio (DAB/DAB+)
DAB wird in vertikaler Polarisation und im Gleichwellenbetrieb mit anderen Sendern ausgestrahlt.
| Block                       | Programme (Datendienste) | ERP (kW) | Richt- charakteristik rund (ND)/ gerichtet (D) | Polarisation horizontal (H)/ vertikal (V) | Gleichwellennetz (SFN) |
| --------------------------- | --- | -------- | ---------------------------------------------- | ----------------------------------------- | --- |
| 5C DRDeutschland (D__00188) | DAB+-Multiplex der Media Broadcast: - Absolut relax (72 kbps) - Dlf (104 kbps) - Dlf Kultur (112 kbps) - Dlf Nova (104 kbps) - DRadio DokDeb (48 kbps) - Energy Digital (72 kbps) - ERF Plus (64 kbps) - Klassik Radio (72 kbps) - Radio Bob (72 kbps) - Radio Horeb (48 kbps) - Radio Schlagerparadies (64 kbps) - Schwarzwaldradio (64 kbps) - sunshine live (72 kbps) - DRadio Daten (32 kbps Daten) - EPG Deutschland (16 kbps Daten) - TPEG (16 kbps Daten) - TPEG_MM (16 kbps Daten) | 10       | ND                                             | V                                         | - Baden-Württemberg: Aalen, Baden-Baden (Fremersberg), Bad Mergentheim, Blauen, Brandenkopf, Donaueschingen, Feldberg im Schwarzwald, Freiburg (Vogtsburg-Totenkopf), Geislingen (Oberböhringen), Großerlach (Hohe Brach), Heidelberg (Königstuhl), Heilbronn (Schweinsberg), Hochrhein (Rickenbach), Hornisgrinde, Pforzheim (Schömberg-Langenbrand), Raichberg, Ravensburg (Höchsten), Reutlingen, Stuttgart (Frauenkopf), Ulm (Kuhberg) - Bayern: Amberg (Hirschau), Aschaffenburg (Pfaffenberg), Augsburg (Hotelturm), Bad Tölz (Gaißach), Balderschwang, Bamberg (Geisberg), Büttelberg, Brotjacklriegel, Dillberg, Grünten, Herzogstand, Hochberg (Traunstein), Hoher Bogen, Inntal (Ebbs), Ingolstadt (Gelbelsee), Kreuzberg/Rhön, Landshut (Altdorf), München (Olympiaturm), Nennslingen (Büchelberg), Nürnberg, Oberammergau, Ochsenkopf, Passau, Pfänder, Pfaffenhofen, Pfarrkirchen, Pfronten, Regensburg (Hohe Linie), Unterringingen, Untersberg, Wendelstein (Bayrischzell), Würzburg (Frankenwarte) - Berlin: Berlin (Alexanderplatz), Berlin (Scholzplatz) - Brandenburg: Bad Belzig, Booßen, Brandenburg/Havel, Calau, Casekow, Cottbus, Eberswalde (geplant), Eisenhüttenstadt, Neuruppin (geplant), Petkus, Pritzwalk, Templin - Bremen: Bremen (Walle), Bremerhaven-Schiffdorf - Hamburg: Hamburg (Moorfleet), Hamburg (Heinrich-Hertz-Turm) - Hessen: Bad Hersfeld (Rimberg), Biedenkopf (Sackpfeife), Fulda (Hummelskopf), Frankfurt (Europaturm), Gelnhausen (Schnepfenkopf), Gießen (Dünsberg), Großer Feldberg, Hardberg, Hohe Wurzel, Hoher Meißner, Kassel (Habichtswald), Mainz-Kastel - Mecklenburg-Vorpommern: Garz (Rügen), Güstrow, Malchin, Neubrandenburg-Süd, Neustrelitz (geplant), Rostock (Toitenwinkel), Röbel, Schwerin (Zippendorf-Gr.Dreesch), Torgelow, Wismar/Rüggow, Züssow - Niedersachsen: Aurich-Popens, Braunschweig (Broitzem), Braunschweig (Drachenberg), Cuxhaven-Stadt, Dannenberg, Göttingen (Bovenden-Osterberg), Hannover (Telemax), Lingen, Lüneburg-Neu Wendhausen, Molbergen-Peheim, Osnabrück (Bramsche-Schleptruper Egge), Hildesheim (Sibbesse), Steinkimmen, Uelzen, Visselhövede, Wilhelmshaven - Nordrhein-Westfalen: Aachen (Karlshöhe), Bergneustadt-Wiedenest (R), Bielefeld (Hünenburg), Bonn (Venusberg), Dortmund (Florianturm), Düsseldorf (Rheinturm), Eggegebirge, Herscheid, Hochsauerland (Hunau), Hürtgenwald-Großhau, Köln (Colonius), Langenberg, Lügde-Rischenau (Köterberg), Meschede (geplant), Minden (Jakobsberg), Münster (Fernmeldeturm), Schöppingen, Siegen-Süd, Wesel - Rheinland-Pfalz: Bad Kreuznach (Schanzenkopf), Bad Marienberg (Westerwald), Bornberg, Daun (Eifel), Edenkoben (Kalmit), Heckenbach-Schöneberg (Ahrweiler), Haardtkopf (geplant), Idar-Oberstein, Kaiserslautern, Kettrichhof, Koblenz (Kühkopf), Schnee-Eifel (geplant), Trier (Petrisberg) - Saarland: Merzig-Merchingen, Saarbrücken (Schoksberg) - Sachsen: Chemnitz, Dresden, Geyer, Leipzig, Löbau, Neustadt, Niederschöna (geplant), Oschatz, Schöneck, Zwickau Ost - Sachsen-Anhalt: Brocken, Burg, Dequede, Petersberg, Pettstädt (Weißenfels), Schneidlingen, Wittenberg - Schleswig-Holstein: Bungsberg, Bredstedt, Flensburg, Garding, Heide, Helgoland, Hennstedt, Itzehoe, Kiel (Kronshagen), Lübeck (Stockelsdorf), Schleswig, Niebüll (Süderlügum), Westerland (Sylt) - Thüringen: Bleßberg (Sonneberg), Erfurt-Hochheim, Gera, Inselsberg, Jena (Oßmaritz), Kulpenberg, Lobenstein (Sieglitzberg), Saalfeld (Remda), Weimar (Ettersberg) |
| 9B Antenne DE (D__00359)    | DAB-Block von Antenne Deutschland: - 80s80s (72 kbps) - 90s90s (72 kbps) - Absolut Bella (72 kbps) - Absolut Germany (72 kbps) - Absolut Hot (72 kbps) - Absolut Oldie (72 kbps) - Absolut Top 2000er (72 kbps) - AIDAradio (72 kbps) - Ballermann Radio (72 kbps) - Beats Radio (72 kbps) - Brillux Radio (72 kbps) - Nostalgie (72 kbps) - Oldie Antenne (72 kbps) - RTL Radio (72 kbps) - Rock Antenne (72 kbps) - Toggo Radio (72 kbps)                                                | 10       | ND                                             | V                                         | - Baden-Württemberg: Aalen, Baden-Baden (Fremersberg), Heidelberg (Königstuhl), Heilbronn (Schweinsberg), Pforzheim (Schömberg-Langenbrand), Stuttgart (Frauenkopf) - Hessen: Fulda (Hummelskopf), Frankfurt (Europaturm), Gelnhausen (Schnepfenkopf), Gießen (Dünsberg), Großer Feldberg, Hardberg, Kassel (Habichtswald), Mainz-Kastel - Nordrhein-Westfalen: Aachen (Karlshöhe), Bonn (Venusberg), Dortmund (Florianturm), Düsseldorf (Rheinturm), Herscheid, Köln (Colonius), Langenberg, Münster (Fernmeldeturm), Siegen-Süd, Wesel - Rheinland-Pfalz: Bornberg, Koblenz (Kühkopf), Trier (Petrisberg) - Saarland: Saarbrücken (Schoksberg) |
| 9D SWR BW N (D__00234)      | DAB+ Block des SWR: SWR1 BW (112 kbps) - SWR Kultur (128 kbps) - SWR3 (Rheinland bis Bodensee) (112 kbps) - SWR4 HN (Studio Heilbronn) (112 kbps) - SWR4 KA (Studio Karlsruhe) (112 kbps) - SWR4 MA (Studio Mannheim) (112 kbps) - SWR4 S (Studio Stuttgart) (112 kbps) - SWR4 UL (Studio Ulm) (112 kbps) - SWR Aktuell (72 kbps) - DASDING (112 kbps) - EPG (24 kbps) - TPEG (16 kbps) | 10       | ND                                             | V                                         | Aalen, Baden-Baden (Merkur), Bad Mergentheim (Löffelstelzen), Buchen (Odenwald), Ettlingen (Wattkopf), Hardberg, Heidelberg (Königstuhl), Heidenheim (Osterholz), Heilbronn (Weinsberg), Herbrechtingen, Langenburg, Langenbrand, Mannheim-Oststadt, Mühlacker, Murgtal (Draberg), Geislingen (Oberböhringen), Schwäbisch Gmünd, Stuttgart (Fernsehturm), Stuttgart (Funkhaus), Waldenburg (Friedrichsberg), Wertheim (Schloßberg) |
| 11B OAS BW (D__00201)       | DAB+-Multiplex der ON AIR support GmbH: - Antenna BW (72 kbps) - Antenne 1 (72 kbps) - baden.fm (72 kbps) - bigFM (72 kbps) - Die Neue 107.7 (72 kbps) - die neue welle (72 kbps) - Energy Stuttgart (72 kbps) - Donau 3 FM (72 kbps) - egoFM (72 kbps) - Hitradio Ohr (72 kbps) - Radio 7 (72 kbps) - Radio Regenbogen (72 kbps) - Rock FM (72 kbps) - Das Neue Radio Seefunk (72 kbps) - Radio Teddy (72 kbps) - Radio Ton (72 kbps)                                                     | 10       | ND                                             | V                                         | Aalen, Alpirsbach, Bad Mergentheim (Löffelstelzen), Bad Urach (Hanner Felsen), Baden-Baden (Merkur), Baiersbronn, Blauen, Brandenkopf, Donaueschingen, Freiburg (Schönberg), Forbach, Geislingen (Oberböhringen), Heidelberg (Königstuhl), Heilbronn (Schweinsberg), Hochrhein (Rickenbach), Hornisgrinde, Karlsruhe (Grünwettersbach), Blender, Kreuzwertheim, Lahr (Schutterlindenberg), Langenburg, Mudau, Pfänder, Langenbrand, Raichberg, Ravensburg (Höchsten), Reutlingen (Scheibengipfel), Schramberg/Sulgen-Süd, Stuttgart (Frauenkopf), Witthoh, Ulm (Kuhberg) |

### Digitales Fernsehen (DVB-T)
Die DVB-T-Ausstrahlungen vom Heidelberger Fernsehturm begannen am 17. Mai 2006, gleichzeitig wurde die analoge Fernsehsignalverbreitung eingestellt.
DVB-T ist mittlerweile auch Geschichte. Seit dem 31. Mai 2016 wurde sukzessive auf DVB-T2 umgestellt. Der Sender Heidelberg wurde als einer der ersten umgestellt. Gleichzeitig wurden die oberen Rundfunkbänder als sogenannte Digitale Dividende dem Mobilfunk zugeschlagen, weswegen sie nicht mehr für TV genutzt werden können.
| Kanal | Frequenz (MHz) | Multiplex                            | Programme im Multiplex                                                                                                   | ERP (kW) | Richt- charakteristik rund (ND)/ gerichtet (D) | Polarisation horizontal (H)/ vertikal (V) | Modulations- verfahren | FEC | Guard- intervall | Bitrate (MBit/s) | SFN                                                                         |
| ----- | -------------- | ------------------------------------ | --- | -------- | ---------------------------------------------- | ----------------------------------------- | ---------------------- | --- | ---------------- | ---------------- | --------------------------------------------------------------------------- |
| 60    | 786            | ARD national (SWR)                   | - Das Erste (SWR) - arte - Phoenix - One                                                                                 | 50       | ND                                             | H                                         | 16-QAM (8k-Modus)      | 2/3 | 1/4              | 13,27            | Königstuhl (Heidelberg), Fremersberg (Baden-Baden), Kettrichhof (Pirmasens) |
| 49    | 698            | ARD regional (SWR) Baden-Württemberg | - hr-fernsehen - Bayerisches Fernsehen Süd (Schwaben/Altbayern) - SWR Fernsehen Baden-Württemberg - WDR Fernsehen (Köln) | 50       | ND                                             | H                                         | 16-QAM (8-k-Modus)     | 2/3 | 1/4              | 13,27            | Königstuhl, Fremersberg                                                     |
| 21    | 474            | ZDFmobil                             | - ZDF - 3sat - ZDFinfo - KiKA (06–21:00 Uhr) und ZDFneo (21–06:00 Uhr)                                                   | 50       | ND                                             | H                                         | 16-QAM (8-k-Modus)     | 2/3 | 1/4              | 13,27            | Königstuhl, Würzberg (Odenwald)                                             |

### Digitales Fernsehen (DVB-T2)
Der Sender Heidelberg strahlt zwei Muxe des SWR aus (Kanal 21 und 27), den ZDF-Mux auf Kanal 41 sowie drei Freenet-Muxe (Kanäle 35, 44, 24). Der Sender Heidelberg sendet hier im Gleichwellennetz mit diversen anderen Sendern. Bemerkenswert ist hierbei vor allem der Fernsehturm Mannheim, der vor allem zur Versorgung der eng bebauten Mannheimer und Ludwigshafener Innenstädte das Gleichwellennetz ergänzt.
Im Einzelnen werden folgende Kanäle wie folgt genutzt:
| Kanal | Programme im Multiplex | ERP (kW) | Antennendiagrammrund (ND)/gerichtet (D) | Polarisationhorizontal (H) /vertikal (V) | Modulationsverfahren |
| ----- | --- | -------- | --------------------------------------- | ---------------------------------------- | -------------------- |
| 21    | - BR Fernsehen Süd HD - hr-fernsehen HD - SWR Fernsehen BW HD - SWR Fernsehen RP HD - WDR Fernsehen HD                                           | 50       | ND                                      | H                                        | 64-QAM               |
| 24    | - Bibel TV HD - Disney Channel HD - DMAX HD - Eurosport 1 HD - HSE24 HD - Welt HD - NICK HD - QVC HD - QVC2 HD - 1-2-3.tv HD - Comedy Central HD | 50       | ND                                      | H                                        | 64-QAM               |
| 27    | - Das Erste HD - ONE HD - phoenix HD - arte HD - tagesschau24 HD                                                                                 | 50       | ND                                      | H                                        | 64-QAM               |
| 35    | - n-tv HD - RTL HD Rh/Neckar - RTL II HD - RTL Nitro HD - Super RTL HD - Tele 5 HD - VOX HD                                                      | 50       | ND                                      | H                                        | 64-QAM               |
| 41    | - 3sat HD - KiKA HD - ZDF HD - ZDFinfo HD - ZDFneo HD                                                                                            | 50       | ND                                      | H                                        | 64-QAM               |
| 44    | - kabel eins HD - ProSieben Maxx HD - ProSieben HD - Sat.1 Gold HD - SAT.1 HD RhlPf/Hessen - Sixx HD - Sport1 HD                                 | 32       | ND                                      | H                                        | 64-QAM               |

### Analoges Fernsehen (PAL)
Vor der Umstellung auf DVB-T wurde vom Fernsehturm Heidelberg das Programm Das Erste ausgestrahlt. Die doppelte Ausstrahlung lässt sich darauf zurückführen, dass auf dem Kanal 7 lediglich nach Osten zur Versorgung der Odenwaldtäler gesendet wurde, während der Kanal 50 mit Rundstrahlung arbeitete.
| Kanal | Frequenz (MHz) | Programm        | ERP (kW) | Richtcharakteristik rund (ND)/ gerichtet (D) | Polarisation horizontal (H)/ vertikal (V) |
| ----- | -------------- | --------------- | -------- | -------------------------------------------- | ----------------------------------------- |
| 7     | 189,25         | Das Erste (SWR) | 100      | D                                            | V                                         |
| 50    | 703,25         | Das Erste (SWR) | 500      | ND                                           | H                                         |